# Galleria di Casa Buonarroti

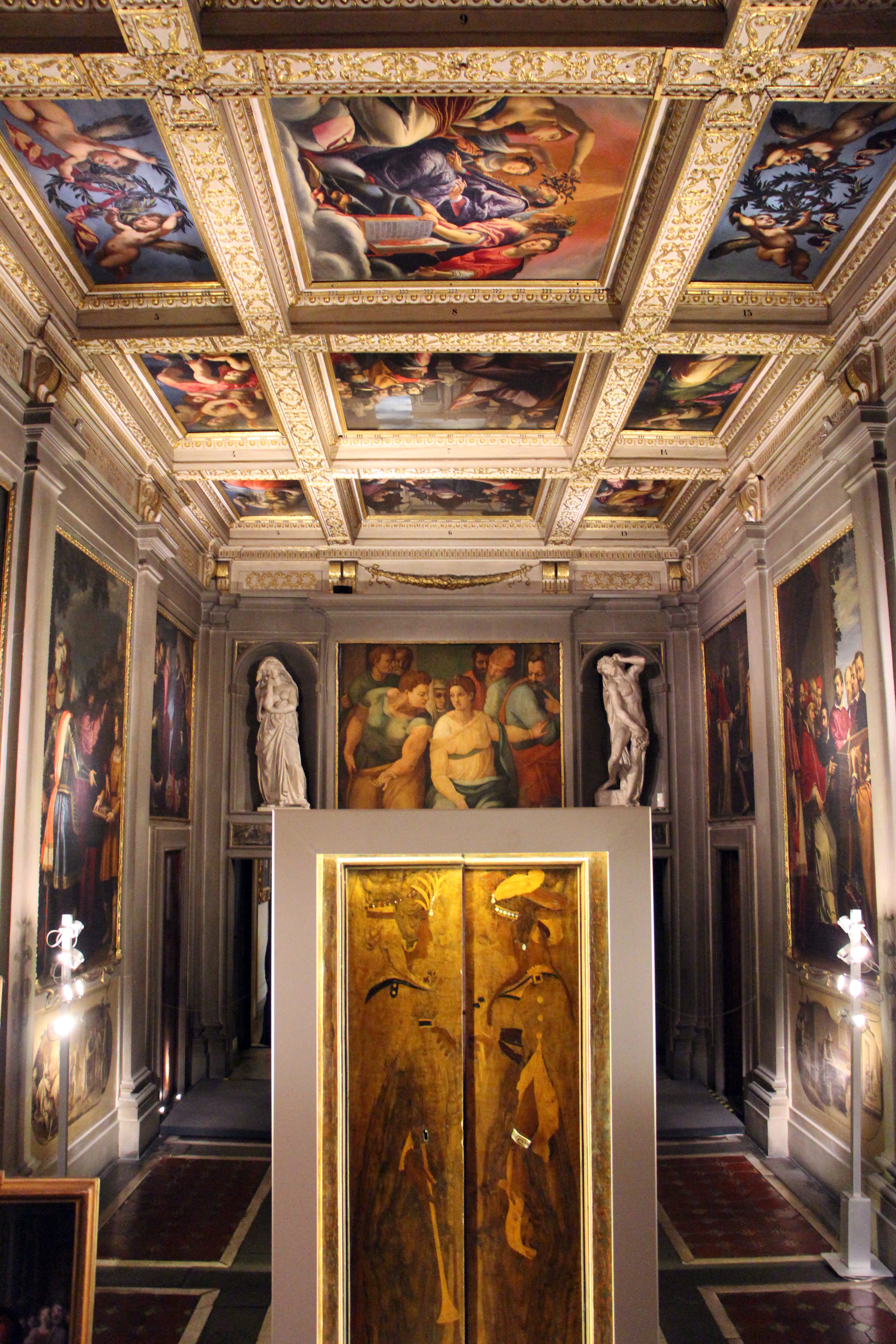
Galleria di Casa Buonarroti

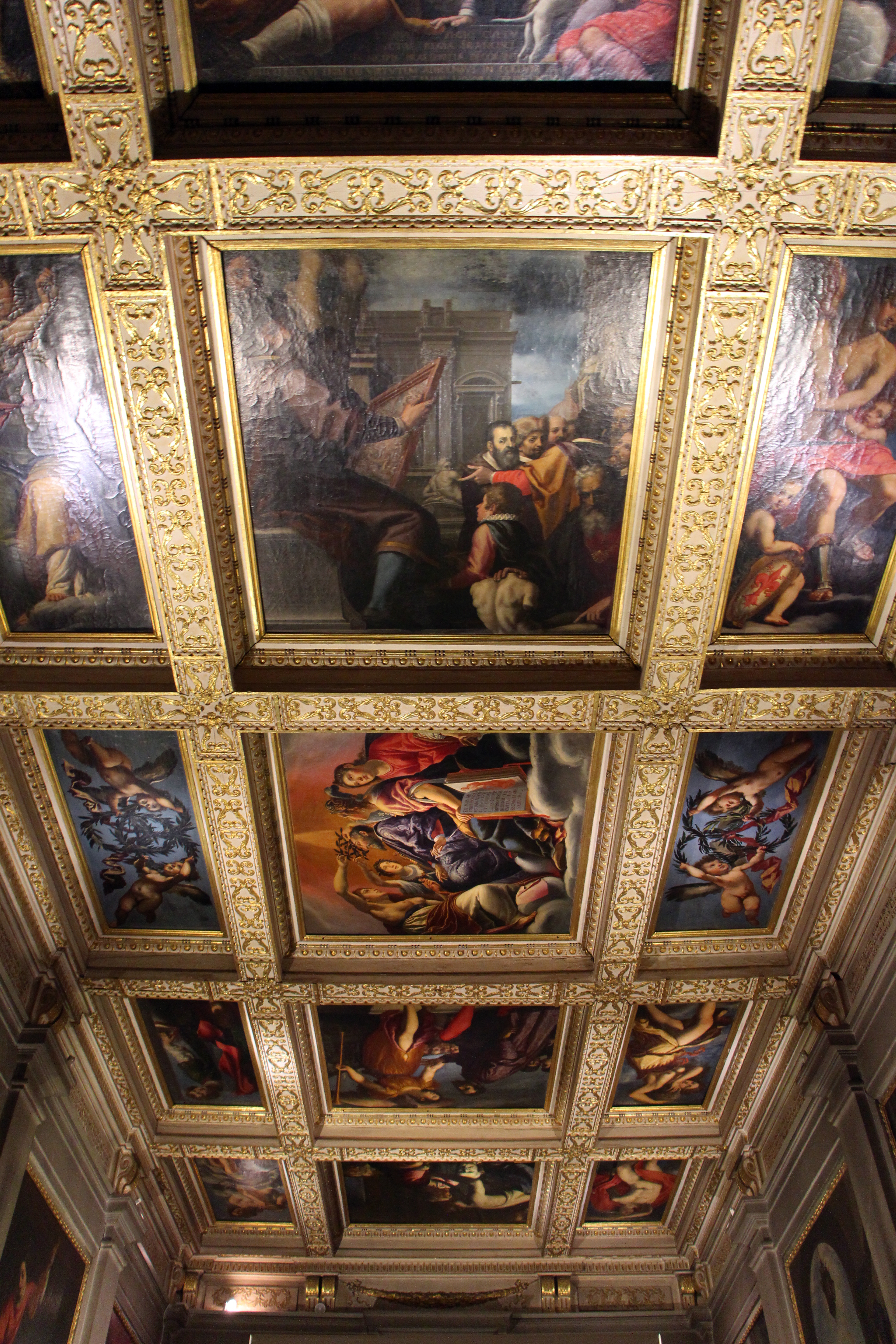
Il soffitto

La Galleria di Casa Buonarroti è un ambiente monumentale del palazzo e museo in via Ghibellina 70 a Firenze. Dedicata alla celebrazione di Michelangelo Buonarroti, fu fatta decorare dal suo pronipote Michelangelo il Giovane tra il 1612 e il 1637, con il coinvolgimento dei maggiori artisti allora attivi a Firenze, tra i quali l'Empoli, Giovanni Bilivert, Cristofano Allori, Domenico Passignano, Artemisia Gentileschi, Pietro da Cortona, Giovanni da San Giovanni, Francesco Furini, Jacopo Vignali e il Volterrano. Per la ricchezza del programma decorativo, la presenza di numerose mani, la relativa velocità di esecuzione e l'ottima conservazione, il complesso riveste una particolare importanza nell'ambito delle arti del Seicento fiorentino.

## Storia
Alla morte del padre nel 1599, Michelangelo Buonarroti il Giovane entrò in possesso della storica abitazione familiare, acquistata dal celebre prozio artista e gradualmente ingrandita per rispolverare il lustro della casata buonarrotiana. Fu proprio il Giovane ad avviare l'edificazione, nel 1612, del palazzo odierno, occupandosi subito anche della decortazione delle sale interne, in particolare del piano nobile. Qui concepì quattro sale monumentali dedicate rispettivamente all'illustre avo (la Galleria), alla sua casata (Sala della Notte e il Dì), alla Firenze ecclesiastica coi suoi santi e beati (Cappella) e alla Firenze del pensiero e dell'azione con gli uomini illustri (Biblioteca-studio).
L'elaborazione del complesso piano decorativo fu lunga, come testimoniano le numerose carte e gli appunti pervenutici, spesso corretta coi consigli degli artisti stessi, e messa in pratica con un cospicuo esborso di denaro, sebbene sempre elargito con oculatezza, come testimonia pure la documentazione. La glorificazione cittadina non poteva trascendere l'impiego di artisti esclusivamente toscani, anche solo per origine, come nel caso di Agostino Ciampelli o di Artemisia Gentileschi, stabilmente residenti in Roma.
Le prime pitture vennero allogate nel 1615, e i lavori si protrassero fino a circa il 1640, occupando gran parte dell'attività di Michelangelo il Giovane, accanto ai suoi studi storici e letterari che tanto vennero lodati, tra gli altri, da Filippo Baldinucci.
Dopo il primo gruppo di pitture, sulle pareti e sul soffitto, conclusosi verso il 1620, nel 1628 si aggiungevano i riquadri a monocromo nella fascia inferiore delle pareti con ulteriori episodi michelangioleschi, chiamati "cammei".
Gli anni seguenti ebbero una certa stasi decorativa, interrotta solo dalla commissione delle statue a Domenico Pieratti (1628-1632) e ad Antonio Novelli (1633-1635).

## Descrizione
La galleria affaccia, con due finestre su un lato breve, su via Ghibellina (lato sud). I lati lunghi (est e ovest), sono interrotti da due porte ciascuno alle estremità, e altre due si trovano sull'altro lato breve, in comunicazione, dopo un corto passaggio che nasconde il vano di una scaletta a chiocciola, con la Sala della Notte e il Dì. Le ante delle porte vennero intarsiate da Benedetto Calenzuoli su disegno di Pietro da Cortona, nel 1637 circa, poco dopo che il Cortona, invitato a Firenze dal Granduca, soggiornò per la prima volta in casa Buonarroti.
La decorazione pittorica dei lati lunghi è divisa in cinque scomparti: due dipinti collocati sopra i portali, e tre mediani spartiti da semplici paraste in pietra serena, posti sopra una zoccolo con pitture a monocromo. I lati brevi sono tripartiti con le finestre o i portali ai lati, e uno spazio centrale che, nel lato sud, è occupato dalla statua di Michelangelo pensieroso di Antonio Novelli (1635) e, in quello nord, da dipinto dell'Epifania di Ascanio Condivi su cartone di Michelangelo stesso, accanto al quale trovano posto entro nicchie le statue della Vita attiva e della Vita contemplativa di Domenico Pieratti (1628-32). Negli spicchi sopra le nicchie, due coppie di teste di cane del Furini.
Il soffitto è diviso in quindici riquadri ospitanti altrettanti dipinti e corrispondenti alle partizioni del pavimento, in cotto, marmo e pietra.
Alle pareti si trovano i momenti salienti della vita di Michelangelo, mentre sul soffitto la decorazione prosegue con le sue esequie, la costruzione della tomba, e altre scene allegoriche, accanto alle «potenze e virtù d'animo» che fecero grande l'artista e due coppie d'angeli che intrecciano altrettante corone, simbolo delle quattro arti in cui Michelangelo era eccelso (Pittura, Scultura, Architettura e Poesia). Dovevano completare la decorazione un'opera di scultura e una di pittura di Michelangelo: la prima era la Battaglia dei centauri, posta sotto la statua dell'artista dove oggi si trova una lapide, meglio valorizzata dal XIX secolo in un'altra sala del museo. Per la pittura è presente la grande tavola di Ascanio Condivi, disegnata di Michelangelo.

### Pareti
| IMG | Autore                                       | Titolo                                                                              | Anno    | Tecnica          | cm      | Descrizione |
| --- | -------------------------------------------- | ----------------------------------------------------------------------------------- | ------- | ---------------- | ------- | --- |
|     | Anastasio Fontebuoni                         | Michelangelo si presenta a Giulio II                                                | 1620-21 | olio su tela     | 145x141 | Descritto dal Baldinucci, mostra l'artista inginocchiato davanti a Giulio II, una scena avvenuta a Bologna nel 1506. Opera realizzata a Roma, come testimonia una lettera dell'artista indirizzata a Michelangelo il Giovane del 24 giugno 1617 (in risposta a un sollecito), mostra alcuni dignitari, tra cui in posizione preminente dietro il Buonarroti, il senatore Neri Alberti. |
|     | Giovanni Bilivert                            | Michelangelo invitato a Costantinopoli dagli ambasciatori ottomani                  | 1616-20 | olio su tela     | 236x141 | La biografia di Michelangelo di Ascanio Condivi scritta su revisione dell'artista stesso, ricorda come ambasciatori del sultano ottomano lo avessero invitato a Costantinopoli per costruire un ponte sul Corno d'Oro, tra Istanbul e Pera, tra il 1504 e il 1506; l'artista pare che offrì un modellino, ma l'impresa non venne mai realizzata. Il Baldinucci riportò come tra le persone ritratte ci fossero il fratello di Michelangelo il Giovane, Francesco Buonarroti cavaliere di Malta, Niccolò Arrighetti (in lontananza, con un turbante), e Leonardo Barducci (il giovinetto). Dell'opera esistono piccoli studi preparatori in un disegno al Gabinetto dei Disegni e delle Stampe degli Uffizi (F1094).                                                 |
|     | Jacopo Vignali                               | Michelangelo si rifiuta di tornare a Roma                                           | 1628    | olio su parete   | 82x155  | Piccola scena a monocromo sotto la precedente, ricorda quando l'artista lasciò Roma infuriato col papa Giulio II che gli aveva revocato la commissione per la sua sepoltura, e nonostante sia raggiunto dai messi papali a Poggibonsi si rifiuta di tornare indietro. La frattura sarà ricucita solo a Bologna, quando l'artista riceverà la commissione per l'affresco della volta della Cappella Sistina. |
|     | Jacopo da Empoli                             | Michelangelo presenta a Leone X i progetti per San Lorenzo                          | 1617-19 | olio su tela     | 236x141 | L'artista, in piedi al cospetto del papa, gli mostra una pianta per il vestibolo della Biblioteca Medicea Laurenziana, all'ombra del modellino per la facciata di San Lorenzo e mentre due inservienti stanno reggendo un modello ligneo in cui si riconosce la cupoletta della Sagrestia Nuova. Il Baldinucci ricordò l'opera come una delle migliori del ciclo. Esiste un disegno preparatorio per la testa del papa dal GDSU (101.100). |
|     | Jacopo Vignali                               | Michelangelo e Carlo V                                                              | 1628    | olio su parete   | 82x155  | Episodio non confermato della biografia michelangiolesca, avrebbe riguardato l'incontro dell'artista con l'imperatore nei giorni della sua incoronazione papale a Bologna nel 1530. |
|     | Matteo Rosselli                              | Michelangelo commissario generale per le fortificazioni della Repubblica di Firenze | 1615    | olio su tela     | 236x141 | La rinata Repubblica fiorentina incaricò Michelangelo di soprintendere alle fortificazioni in previsione dell'assedio del 1529-30. Nel dipinto l'artista indica un modello di rocca bastionata e la chiesa di San Miniato al Monte a un funzionario della Signoria riccamente abbigliato. Sullo sfondo il campanile di Santa Maria del Fiore. Baldinucci indicò vari personaggi contemporanei ritratti: Francesco Segaloni, Buonarroto, fratello maggiore di Michelangelo il Giovane, e i suoi figli Sigisimondo (nelle vesti del capitano armato) e Buonarroto il Giovane (il ragazzo). Un disegno preparatorio è agli Uffizi (F 1058). |
|     | Matteo Rosselli                              | Michelangelo accolto a Firenze di ritorno da Venezia                                | 1628    | olio su intonaco | 82x155  | i priori della Repubblica fiorentina accolgono trionfalmente l'artista di ritorno da Venezia. |
|     | Valerio Marucelli                            | Michelangelo ricevuto dal doge Andrea Gritti                                        | 1616-18 | olio su tela     | 145x141 | A Venezia Michelangelo stringe la mano al doge Andrea Gritti come fosse un suo pari, festeggiato dalla nobiltà locale. Posto sopra la porta, mostra una complessa organizzazione spaziale, con figure su più livelli che compongono due masse ai lati, mentre al centro lo storico incontro si staglia, risaltando su un cielo plumbeo. |
|     | Filippo Tarchiani                            | Michelangelo e Paolo III                                                            | 1615-17 | olio su tela     | 145x141 | Paolo III, seguito da diversi cardinali, si reca nello studio dell'artista per affidargli varie commissioni per l'abbellimento di Roma, tra cui si vede il modellino per il Palazzo Nuovo in piazza del Campidoglio. |
|     | Fabrizio Boschi                              | Michelangelo e Giulio III                                                           | 1615-17 | olio su tela     | 236x141 | Michelangelo ha l'eccezionale privilegio di poter stare seduto accanto al papa, mentre gli altri personaggi del seguito devono stare in piedi. Viene presentato il progetto per la nuova sede del Tribunale della Rota Romana sulla via Giulia. Baldinucci vi ricordò i ritratti di vari alti prelati di famiglia fiorentina: il vescovo di Colle Cosimo della Gherardesca, il canonico Cosimo Minerbetti, poi vescovo di Cortona, il canonico Francesco Nori, poi vescovo di San Miniato, e il vescovo di Fermo Pietro Dini. |
|     | Matteo Rosselli                              | La Prudenza veglia su Michelangelo                                                  | 1628    | olio su intonaco | 82x155  | Altro topos biografico di Michelangelo è la sua spartana vita, semplice e sobria, per ragioni che qui vengono legate alla prudenza. Grazie a tale sobrietà la casa Buonarroti potrà contare, negli anni a venire, su un solido patrimonio costruito sui guadagni straordinari dell'artista. |
|     | Passignano                                   | Michelangelo presenta a Paolo IV il modello per San Pietro                          | 1618-19 | olio su tela     | 236x141 | Forse l'opera più nota del ciclo, mostra Michelangelo incanutito che indica al papa un grosso modellino per la cupola e la fabbrica di San Pietro in Vaticano. Dietro l'artista sono effigiati Luca degli Albizi e Giovanni Altoviti. Un disegno della testa di Michelangelo è agli Uffizi (F 9136), assieme a uno forse per la figura in primo piano (F 9116). |
|     | Francesco Furini                             | Michelangelo rifiuta i soldi inviati da Paolo III per la costruzione di San Pietro  | 1627    | olio su intonaco | 82x155  | Altro esempio di modestia e indifferenza ai beni terreni dell'artista. |
|     | Zanobi Rosi, su disegno di Cristofano Allori | Michelangelo in meditazione poetica                                                 | 1621-22 | olio su tela     | 236x141 | La morte dell'Allori fece sì che, come riportano i documenti contraddicendo in parte il Baldinucci, tutta la stesura fosse eseguita dal Rosi sul disegno preparato dall'altro. |
|     | Francesco Furini                             | Michelangelo ammaestra i giovani gentiluomini                                       | 1627    | olio su intonaco | 82x155  | Ultimo monocromo, che mostra l'artista preso ad esempio dai nobiluomini della sua epoca. |
|     | Cosimo Gamberucci                            | Il principe Francesco de' Medici fa sedere Michelangelo sulla propria sedia         | 1615-17 | olio su tela     | 145x145 | Un'altra tela dedicata all'eccezionalità del cerimoniale che i potenti concedevano alla figura di Michelangelo. In visita a Roma, il giovane principe Francesco, primogenito di Cosimo I de' Medici, cede di buon grado la propria sedia all'artista affaticato, e resta in piedi ad ascoltarlo, come Michelangelo se fosse un personaggio di rango a lui superiore. |
|     | Francesco Furini                             | Miracolo della madre di Michelangelo illesa cadendo da cavallo                      | 1621-22 | olio su intonaco | 17x69,5 | Posta nel piccolo fregio sopra il portale sinistro della parete nord, la pittura rappresenta a monocromo un episodio aggiunto alla mitologia michelangiolesca in seguito, senza traccia nelle biografie contemporanee all'artista. Sua madre incinta, andando a cavallo a Caprese, sarebbe caduta da cavallo, restando però miracolosamente illesa. Si tratta di un esempio di glorificazione dell'artista con episodi straordinari, che ne celebrano la predestinazione. Se ne trova traccia già nell'orazione funebre di Benedetto Varchi, ma in ogni caso la rappresentazione pittorica in galleria è la prima attestazione di questa tradizione, poi riportata nelle cronache familiari, come quella del senatore Filippo Buonarroti scritta verso l'anno 1700. |
|     | Francesco Furini                             | Morte di Michelangelo                                                               | 1621-22 | olio su intonaco | 17x69,5 | Episodio finale a monocromo delle storie michelangiolesche, mostra l'artista nel suo letto di morte confortato dalla visione di una figura che reca il calice e la croce, al cospetto di un angelo. |

### Soffitto
I quindici riquadri del soffitto si leggono dalla fila centrale, da nord verso sud. Al centro il completamento delle storie michelangiolesche, ai lati le virtù dell'artista e i putti. I riquadri delle file laterali furono eseguiti da giovani promesse, scelti nelle botteghe dei maestri incaricati delle storie maggiori. Fanno eccezione Giovanni da San Giovanni e la Gentileschi, artisti già affermati. Michelangelo aveva una particolare predilezione per Artemisia, figlia del fiorentino Orazio Gentileschi, essendosi trovato presente alla di lei nascita durante uno dei suoi frequenti viaggi a Roma: a lei pagò il quadro ben 34 fiorini, contro i dieci dati agli altri giovani, compreso Giovanni da San Giovanni.
| IMG | Autore                                | Titolo                                                   | Anno                   | Tecnica      | cm      | Descrizione |
| --- | ------------------------------------- | -------------------------------------------------------- | ---------------------- | ------------ | ------- | --- |
|     | Agostino Ciampelli                    | Esequie di Michelangelo                                  | 1617                   | olio su tela | 152x138 | Svoltesi solennemente in San Lorenzo, le esequie seguirono il trafugamento della salma da Roma a Firenze. |
|     | Tiberio Titi                          | Costruzione della tomba di Michelangelo in Santa Croce   | 1618-20                | olio su tela | 152x138 | Alle esequie seguì la costruzione del maestoso monumento sepolcrale che ancora oggi si trova nella basilica di Santa Croce. La scena mostra in primo piano due operai che sollevano il busto di Michelangelo per collocarlo sulla tomba. In secondo piano si vedono l'amato nipote Leonardo e sua moglie Cassandra, genitori di Michelangelo il Giovane.                                               |
|     | Nicodemo Ferrucci                     | Gli artisti fiorentini studiano le opere di Michelangelo | 1615-16                | olio su tela | 157x138 | All'ombra del David, del Mosè e di una parete della Sagrestia Nuova, con la statua del Giorno, gli artisti fiorentini studiano e discutono. Tra di essi si riconoscono a sinistra Raffaello, Andrea del Sarto e forse Federico Zuccari; a destra Giorgio Vasari, il Cigoli e altri. In primo piano un uomo dalla folta barba regge il Dio fluviale ammirato modellino nelle collezioni dei Buonarroti. |
|     | Francesco Curradi                     | Fama che fa ascendere Michelangelo all'immortalità       | 1616-17                | olio su tela | 157x138 | La Fama, con la sua tromba, fa salire all'artista una gradinata, sullo sfondo di un'opera immortale come il Colosseo |
|     | Sigismondo Coccapani                  | Le Quattro Arti incoronano Michelangelo                  | 1615-17                | olio su tela | 157x138 | le personificazioni di Pittura, Scultura, Architettura e Poesia circondano l'artista nel riquadro che sta sopra la statua-ritratto in posizione contemplativa. |
|     | Domenico Pugliani                     | Moderazione                                              | 1615-16                | olio su tela | 157x61  | Illuminata da una stella in fronte, regge un pendolo col filo di piombo, che tiene in equilibrata pendenza. |
|     | Francesco Bianchi Buonavita           | Ingegno                                                  | 1615-17                | olio su tela | 152x61  | Si tratta di un giovane nudo con ali alle tempie, secondo l'iconografia di Mercurio, e gli attributi dell'arco e di tre saette |
|     | Giovanni da San Giovanni              | Due angeli che intrecciano corone                        | 1615-19                | olio su tela | 157x138 | Le due corone, in copia con quelle sul lato opposto, rappresentano le arti in cui Michelangelo eccelse: in tutto Pittura, Scultura, Architettura e Poesia. |
|     | Jacopo Vignali                        | Amor patrio                                              | 1615-17                | olio su tela | 152x61  | Talvolta indicato, erroneamente, come Genio della Pittura, mostra un giovane seminudo, alato e armato di spada, tra due putti. In testa ha una ghirlanda di quercia. |
|     | Giovanni Battista Bracelli            | Onore                                                    | 1616-17                | olio su tela | 152x61  | Un giovane in armatura all'antica che guarda verso l'alto. |
|     | Girolamo Buratti                      | Tolleranza                                               | 1615-16                | olio su tela | 152x61  | Figura femminile seminuda, porta un macigno senza lamentarsi. |
|     | Giovan Battista Guidoni               | Pietà cristiana                                          | 1615-17                | olio su tela | 152x61  | Mostra una donna con una vaso contenente fiamme, allusione alla carità cristiana; guarda il cielo come una rappresentazione della Fede. |
|     | Giovanni da San Giovanni              | Due angeli che intrecciano corone                        | 1615-19                | olio su tela | 157x138 | Le due corone, in copia con quelle sul lato opposto, rappresentano le arti in cui Michelangelo eccelse: in tutto Pittura, Scultura, Architettura e Poesia. |
|     | Zanobi Rosi                           | Studio                                                   | 1615-20                | olio su tela | 152x61  | Un giovane apre un libro, simbolo di conoscenza. |
|     | Artemisia Gentileschi e il Volterrano | Inclinazione                                             | 1615-16 poi 1684 circa | olio su tela | 152x61  | Baldinucci ricordò come questa figura, nuda, fu integrata nel panneggio dal Volterrano all'opera del nipote di Michelangelo il Giovane, Lionardo, per maggior decoro della sua casa che all'epoca era abitata "d'un bello stuolo di piccoli giovinetti". La donna ha la testa rivolta a una stella e solleva una bacile d'acqua che contiene una bussola.                                              |